# Bulbophyllum citrinilabre
Bulbophyllum citrinilabre är en orkidéart som beskrevs av Johannes Jacobus Smith. Bulbophyllum citrinilabre ingår i släktet Bulbophyllum och familjen orkidéer. Inga underarter finns listade i Catalogue of Life.